# Gunabhadra
Gunabhadra (* 394; † 468) chinesisch 求那跋陀羅 / 求那跋陀罗, Pinyin Qiúnàbátuóluó, W.-G. Ch'iu-na-pa-t'o-lo war ein Mönch des Mahayana-Buddhismus von Magadha, Indien. Er reiste übers Meer nach China, in Begleitung von Gunavarma im Jahr 435. Ihnen beiden wurde als geehrten Gästen von Herrscher Wen die Lehre Südchinas zu jener Zeit beigebracht. In China übersetzte er einen der Schlüsseltexte des Mahayana-Buddhismus, das Lankavatara-Sutra, von Sanskrit ins Chinesische. Er wirkte als Übersetzer und Prediger weiter.